# Breganze Marzemino
Il Breganze Marzemino è un vino DOC la cui produzione è consentita nella provincia di Vicenza.

## Caratteristiche organolettiche
- colore: rosso rubino più o meno vivace
- odore: molto intenso, gradevole, caratteristico
- sapore: vinoso, intenso e gradevole con o senza persistenza gradevole di legno

## Storia
Sughi a base di funghi, carni rosse, salumi.

## Produzione
Provincia, stagione, volume in ettolitri
- Vicenza  (1995/96)  4,2
- Vicenza  (1996/97)  34,16